# Huderpfanne
Huderpfanne bezeichnet eine kleine Mulde im sandigen, trockenen Boden, die beim Staub- oder Sandbaden von Vögeln durch Scharren, Flügelschlagen und Gefiederschütteln entsteht. Solche flachen Vertiefungen heißen im Vokabular der Jägerschaft, der Jägersprache, Huderpfanne oder auch Huderplatz. Sie befinden sich oft an sonnigen Waldrändern. Die Huderpfanne entsteht als sichtbare Vertiefung mit wenig Vegetation, weil Vögel zum Sandbaden, also dem Hudern, oft dieselbe Stelle aufsuchen.
Die Bezeichnung hudern bedeutet einerseits, dass ein Elternteil schützend die Küken unter seine Fittiche nimmt, andererseits bedeutet hudern, dass Vögel in trockenem Bodensubstrat baden. In beiden Fällen hockt sich der hudernde Vogel hin. Abgeleitet ist hudern im Sinne von sich niederkauern von ehemals regional verbreiteten Wörtern wie hoddern.
Staub- oder Sandbaden ist Teil des Komfortverhaltens, das dem Wohlbefinden der Tiere und der Pflege des Federkleids dient. Es kommt am ehesten bei bodenlebenden Vogelarten vor, insbesondere bei Hühnervögeln wie dem Auerhuhn. Das Trockenbad zeigen auch Sperlinge und der Zaunkönig. Für verschiedene Taubenarten wurde es ebenfalls beschrieben.
Eine Huderpfanne im sandigen, trockenen Boden ist für Jäger ein Hinweis auf das Vorkommen von Raufußhühnern wie dem Auer- und Haselhuhn beziehungsweise auf Feldhühner wie dem Rebhuhn. Bei anderen Vogelarten, die für die Jägerschaft bedeutungslos sind, heißt eine Mulde, die beim Sandbaden entsteht, nicht Huderpfanne. In der Wissenschaft und im Naturschutz werden die Huderpfannen, also charakteristische Staub- oder Sandbadestellen von bestimmten Vogelarten, systematisch erfasst, um deren Vorkommen und Verbreitung zu ermitteln. Die genetische Analyse von Federn und Hinterlassenschaften wie dem Kot, auch Losung genannt, ermöglicht es, den Bestand und seine Entwicklung im Sinne eines Monitorings zu kontrollieren.